# Вірунґа (гори)
Гори Вірунґа — вулканічний гірський масив в Африці, між озерами Ківу і Едвард, на стику кордонів Демократичної Республіки Конго, Руанди і Уганди. Є частиною Східно-Африканського розлому. Висота — близько 4500 м.

## Географія
У гірський ланцюг Вірунга входить 8 великих вулканів, 2 з яких — Ньїрагонго (3462 м) і Ньямлагіра — знаходяться на території Демократичної Республіки Конго. У 1977 році в результаті виверження Ньїрагонго, загинуло понад 2000 осіб. В 2002 році розпечена лава переповнила кратер Ньїрагонго і накрила місто Гома, яке знаходиться за 20 км від вулкана. Загинули 147 осіб, 250 тисяч людей втекли, зокрема й на територію сусідньої Руанди.
У центральній частині гірської гряди знаходяться вулкани Карісімбі (4507 м), Мікено (4437 м) і Бісоке (Бісоко, 3711 м). У східній частині — найстаріший вулкан в цій гірській системі Сабіна (3634 м), а також вулкани Гагінґа (3474 м) і Мухабура (4127 м).
Гірські кряжі Вірунга покриті тропічними лісами, у яких живуть рідкісні представники приматів — гірські горили. Для збереження цих тварин в 1925 році принцом Альбертом був заснований перший на африканському континенті національний парк — національний парк Альберта. В 1969 році він був розділений на національний парк Вулканів в Руанді і національний парк Вірунґа в Республіці Конго. Крім цих двох місць гірські горили живуть лише на території національного парку Бвінді в Уганді.